# Isonychus soricinus
Isonychus soricinus är en skalbaggsart som beskrevs av Blanchard 1850. Isonychus soricinus ingår i släktet Isonychus och familjen Melolonthidae. Inga underarter finns listade i Catalogue of Life.